# Епифаний Премудрый
Епифа́ний Прему́дрый (XIV век, Ростов — около 1420) — православный святой, агиограф. Известен как составитель житий преподобного Сергия Радонежского и Стефана Пермского. Почитается в лике преподобных, память совершается 23 мая (5 июня) в Соборе Ростово-Ярославских святых.

## Биография
Жил в конце XIV — начале XV века. Судя по составленному им житию Стефана Пермского, Епифаний, как и Стефан Пермский, «учился в ростовском монастыре Григория Богослова, так называемом Затворе, славившемся своей библиотекой». Известно, что Епифаний «нередко „спирахся“ со Стефаном о понимании текстов» и по временам выступал как «досадитель». Этот факт «наводит на мысль, что если Стефан и был старше Епифания Премудрого, то ненамного».

Епифаний был хорошо образован: 
Огромное в сочинениях Епифания Премудрого количество по памяти приведенных, сплетенных друг с другом и с авторской речью цитат и литературных реминисценций показывает, что он прекрасно знал Псалтирь, Новый завет и ряд книг Ветхого завета и был хорошо начитан в святоотеческой и агиографической литературе.
Кроме того, подобно Стефану Пермскому, «и он в какой-то мере выучил греческий язык». Некоторые факты позволяют думать, «что автор много путешествовал и побывал в Константинополе, на Афоне и в Иерусалиме».
Епифаний назван учеником преподобного Сергия в заглавии «Похвального слова Сергию Радонежскому», а Пахомий Логофет, или Серб, сообщает, что Епифаний много лет, от своей юности, «жил вместе с Троицким игуменом». В 1380 году Епифаний находился в Троице-Сергиевой лавре, будучи «уже взрослым, грамотным, опытным книжным писцом и графиком, а также склонным к записям летописного характера наблюдательным человеком». «Когда умер Сергий Радонежский (1392 г.), Епифаний Премудрый начал делать записи о нем».
После смерти Сергия в 1392 году Епифаний, видимо, перебрался в Москву на службу к митрополиту Киприану. Близко сошёлся с Феофаном Греком. В 1408 году во время нападения на Москву хана Едигея, Епифаний бежал в Тверь, где подружился с архимандритом Спасо-Афанасьева монастыря Корнилием, в схиме Кириллом, с которым впоследствии переписывался; в одном из своих посланий он высоко отзывался о мастерстве и работах Феофана Грека, его уме и образованности. В этом письме Епифаний и себя называет «изографом».
В 1410-е годы вновь поселился в Троице-Сергиевом монастыре, заняв высокое положение среди братии: «бе духовник в велицей лавре всему братству». Умер там около 1420 года (не позже 1422) в сане иеромонаха. Вопрос о времени кончины Епифания дополнительно обсуждается ниже.

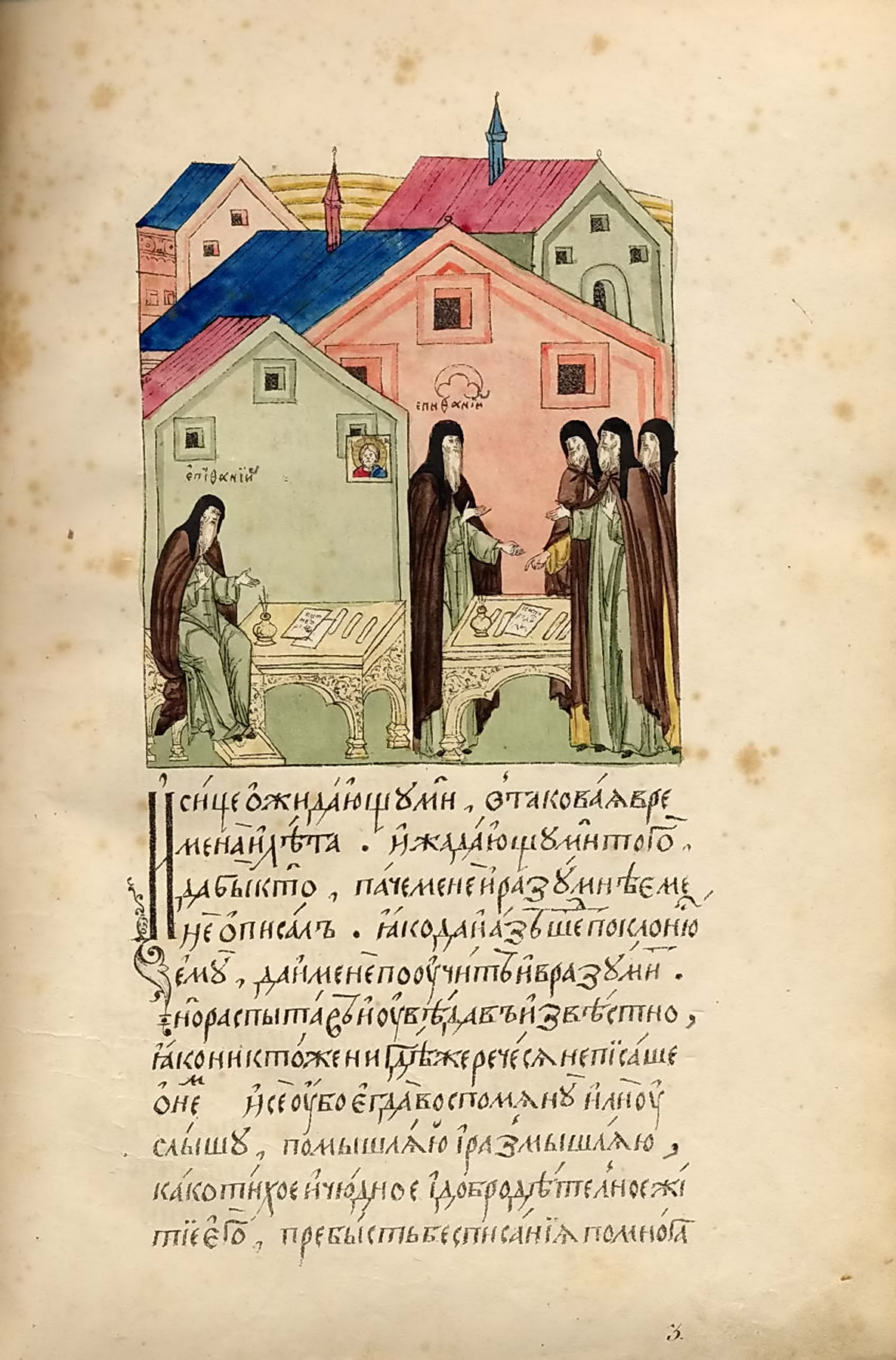
Призвав братию, Епифаний пишет житие прп. Сергия. Россия. Сергиев-Посад; XVI в. Памятник: Лицевое житие преподобного Сергия Радонежского. (РГБ, ф. 304/Ш, № 21 (М. 8663)). Местонахождение: Россия. Москва. Российская государственная библиотека (РГБ)

## Сочинения
Ему принадлежит «Житие преподобного Сергия», материалы к которому он начал собирать уже через год после смерти преподобного, а кончил написание около 1417—1418 годов, через 26 лет по смерти Сергия. Оно использовано, часто буквально, в «Житии Сергия» архимандрита Никона. В списках XV века это житие встречается очень редко, а большей частью — в переделке Пахомия Серба. Также написал «Слово похвально преподобному отцу нашему Сергею» (сохранилось в рукописи XV и XVI веков).
Вскоре после смерти Стефана Пермского в 1396 году Епифаний закончил «Слово о житии и учении святого отца нашего Стефана, бывшаго в Перми епископа». Известно порядка пятидесяти списков XV—XVII веков.
Епифанию приписываются также «Сказание Епифания мниха о пути в святой град Иерусалим», введение к Тверской летописи и письмо тверскому игумену Кириллу.
По словам О. В. Творогова, Епифаний лучше всех русских авторов являет стиль второго южнославянского влияния, которое, кроме сближения литературного языка с балканской традицией, принесло дух предвозрождения: внимание к эмоциональной жизни человека и возникновение нового, более экспрессивного стиля изложения. При этом жития абстрагируются от реальных подробностей.

## Проблема датировки смерти
Б. М. Клосс относит смерть Епифания Премудрого к концу 1418—1419 гг. Основанием для этого послужил список погребенных в Троице-Сергиевой лавре, составители которого отметили, что Епифаний умер «около 1420 г.». Историк соотнес это указание со свидетельством древнейшего пергаменного Троицкого синодика 1575 г. В его начальной части записаны три Епифания, один из которых — несомненно Епифаний Премудрый. Затем в этом источнике отмечено имя княгини Анастасии, супруги князя Константина Дмитриевича, о которой из летописи известно, что она скончалась в октябре 6927 г.. При мартовском летоисчислении это дает октябрь 1419 г., при сентябрьском стиле — октябрь 1418 г. Поскольку Епифаний Премудрый скончался ранее княгини Анастасии, его смерть следует отнести ко времени до октября 1418 г. или до октября 1419 г.. Но первая из этих двух дат отпадает по той причине, что Епифаний приступил к написанию «Жития» Сергия только в октябре 1418 г. (в предисловии к нему агиограф сообщает, что после смерти Сергия прошло уже 26 лет, то есть подразумевается дата 25 сентября 1418 г.). Таким образом выясняется, что Епифаний Премудрый скончался в промежуток между октябрем 1418 г. и октябрем 1419 г.
Мы имеем возможность уточнить дату смерти Епифания, благодаря тому, что его имя упоминается в рукописных святцах в числе «русских святых и вообще особенно богоугодно поживших», но официально не канонизированных Церковью. В частности, по данным архиепископа Сергия (Спас-ского), оно встречается в составленной в конце XVII — начале XVIII в. книге «Описание о российских святых», неизвестный автор которой расположил памяти русских святых не по месяцам, а по городам и областям Российского царства. Другая рукопись, содержащая имена русских святых, была составлена во второй половине XVII в. в Троице-Сергиевом монастыре и поэтому богата памятями учеников Сергия Радонежского. Изложение в ней идет не по городам, как в первой, а по дням года. Оба этих памятника называют днем памяти Епифания 12 мая. Архиепископ Сергий в своей работе также пользовался выписками из рукописных святцев конца XVII в., присланных ему жителем Ростова Н. А. Кайдаловым. Их оригинал сгорел в пожар 7 мая 1868 г. в Ростове, но выписки, сделанные из них, полны. В них внесено немало неканонизированных русских святых, в том числе и Епифаний Премудрый. Днем памяти, а следовательно и кончины, Епифания в них названо 14 июня.
Учитывая, что Епифаний Премудрый, судя по всему, происходил из Ростова, а также то, что 12 мая отмечается память св. Епифания Кипрского, соименного Епифанию Премудрому, становится понятным, что точная дата кончины агиографа содержится в источнике ростовского происхождения. На основании этого, зная год смерти Епифания, можно с достаточной степенью уверенности полагать, что Епифаний Премудрый скончался 14 июня 1419 г.
Правда в последнее время появилось утверждение, что он умер гораздо позже. По мнению В. А. Кучкина, свидетельство об этом находим в «Похвальном слове Сергию Радонежскому», принадлежащему перу Епифания. В нем имеется упоминание о раке мощей преподобного, которую целуют верующие. На взгляд исследователя, эта фраза могла появиться только после 5 июля 1422 г., когда во время «обретения мощей» Сергия его гроб был выкопан из земли, а останки положены в специальную раку. Отсюда Кучкин делает два вывода: во-первых, «Слово похвальное Сергию Радонежскому» было написано Епифанием Премудрым после 5 июля 1422 г., а во-вторых, оно появилось не ранее «Жития» Сергия, как полагают в литературе, а позже его.
Однако, как выяснил тот же В. А. Кучкин, слово «рака» в древности имело несколько значений. Хотя чаще всего оно обозначало «гробницу, сооружение над гробом», встречаются примеры его употребления в значении «гроб». Если же обратиться непосредственно к тексту Епифания и не «выдергивать» из него отдельное слово, то становится понятным, что в «Похвальном слове Сергию» агиограф вспоминал события 1392 г., связанные с похоронами преподобного. Многие из знавших троицкого игумена не успели на его погребение и уже после смерти Сергия приходили на его могилу, припадая к его надгробию, чтобы отдать ему последние почести.
Но окончательно в ошибочности рассуждений В. А. Кучкина убеждает то, что в средневековье существовал широко распространенный обычай устанавливать пустые раки над местом захоронения святого или, иными словами, над мощами, находившимися под спудом. При этом зачастую они ставились над гробом святого еще задолго до его прославления. Так, над могилой Зосимы Соловецкого (умер в 1478] г., канонизирован в 1547 г.) его ученики поставили гробницу «по третьем же лете успениа святаго».